# SpaceShipOne

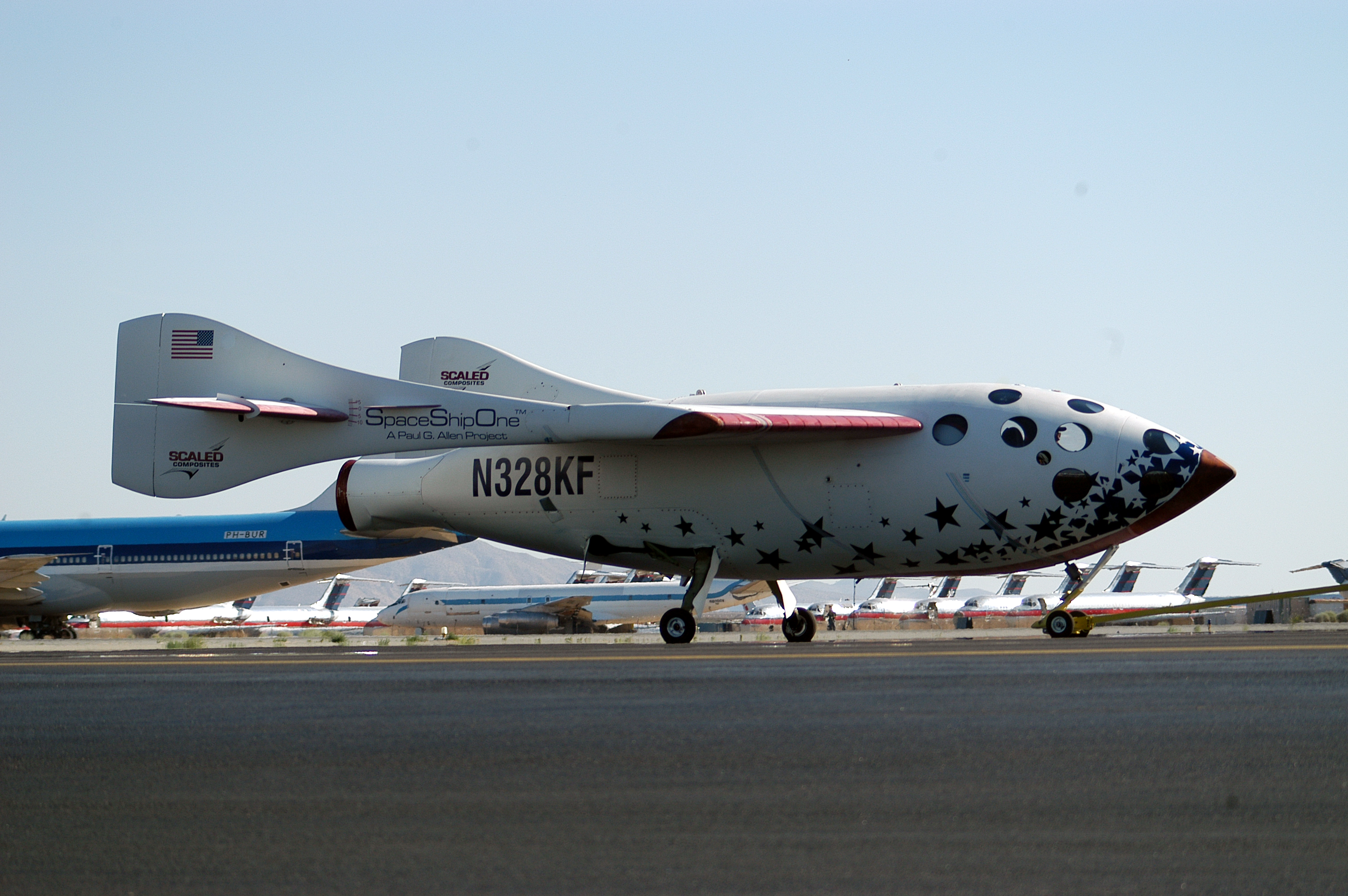
L'SpaceShipOne enlairant-se.

SpaceShipOne és el primer vehicle espacial tripulat de capital privat.

## Història
El 4 d'octubre de 2004, l'SpaceShipOne aconseguí arribar a l'espai per segona vegada en 15 dies, aconseguint així, el premi Ansari X-Price, dotat amb 10 milions de dòlars i proclamant-se el primer vehicle espacial tripulat de capital privat. La nau va ser dissenyada per Burt Rutan i finançada per Paul Allen mitjançant l'empresa Scaled Composites. El pilot que va dur la nau a l'espai en els seus primers dos vols va ser Mike Melvill, aconseguint una alçada màxima de gairebé 103 km (337 500 peus concretament). En el tercer vol, la nau va ser tripulada per Brian Binnie, aconseguint els 112 km (367 422 peus) d'alçada, superant en quatre quilòmetres el rècord aconseguit en 1963 per Joseph Walker amb l'X-15.

## Descripció
L'SpaceShipOne és una nau espacial suborbital de 2,5 t de pes i amb cabuda per a un tripulant i dos passatgers. Posseeix un motor de coet que consumeix una barreja de combustible sòlid i òxid de dinitrogen. Per a poder volar, la nau és transportada primer fins a una alçada de 15,2 km per l'avió White Knight. En arribar a aquesta alçada, l'SpaceShipOne es deixa anar de l'avió; segons més tard, encén el seu motor, pujant en pocs minuts fins als 100 km. Abans d'iniciar el descens, la nau plega les seves ales de forma que presenta un perfil aerodinàmic estable fins que arriba a cotes baixes, on torna a desplegar les ales fins a la seva forma original i planeja fins a aterrar en un aeroport convencional.

## Especificacions

### Característiques generals
Tripulació: 1, el pilot.
Capacitat: 2 tripulants.
Longitud: 8.53 m (28 ft).
Envergadura: 8.05 m (16 ft).
Àrea d'ales: 15 m² (161.4 ft m²)
Pes en buit: 1,000 kg (2,640 lb)
Pes carregat: 3,600 kg (7,920 lb)

L'SpaceShipOne.

Planta motriu: 1 × N2O/HTPB Motor híbrid SpaceDev de 74 kN (7.500 kgf)
Impuls específic: 250 segons (2450 kg/Ns)
Allargament: 1.6

### Rendiment
Velocitat màxima: Mach 3.09.
Rang: 65 km.
Sostre de servei: 112,000 m.
Taxa d'ascens: 416.6 metres/segon
Càrrega alar: 240 kg/m²
Empenta/pes: 2.08